# Havelland

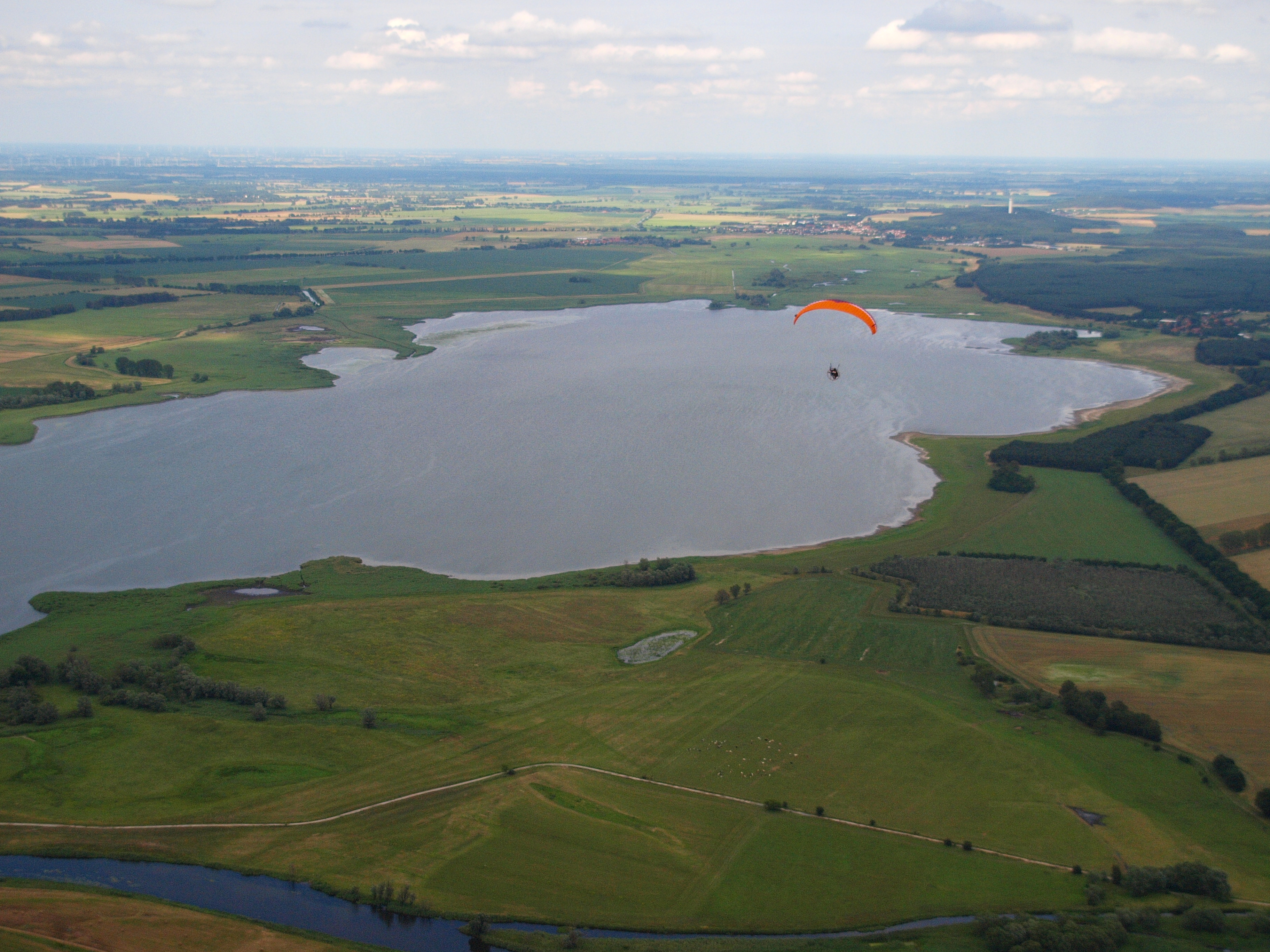
Gülper See

Havelland är ett landskap i västra delen av förbundslandet Brandenburg i Tyskland. Regionen avgränsas i en U-form av floden Havel åt öster, söder och väster, samt av floden Rhin och Rhinkanalen i norr.
Landskapet har formats under de senaste istiderna och karakteriseras av genomgående dal- och moränformationer omkring högplatåer. Området är till större delen relativt glest befolkat och den tätaste bebyggelsen finns omkring de större städerna i utkanten av regionen, särskilt i Berlin/Brandenburgs storstadsområde i östra delen.
Administrativt ingår den centrala delen av landskapet idag i Landkreis Havelland, som är döpt efter landskapet. Mindre delar av regionen tillhör Landkreis Potsdam-Mittelmark, Landkreis Ostprignitz-Ruppin, Landkreis Oberhavel, staden Brandenburg an der Havel, staden Potsdam och Berlins västra förorter omkring Spandau.
De viktigaste städerna är Brandenburg an der Havel, stadsdelen Spandau i Berlin, Rathenow och Potsdam, alla belägna i regionens utkanter vid floden Havel. I området ligger även de mindre städerna Rhinow, Premnitz, Nauen och Friesack. Berlinvillaförstaden Falkensee tillhör de snabbast växande städerna i området.

Karta över Havelland